# Epoka lodowcowa 2: Odwilż
Epoka lodowcowa 2: Odwilż (ang. Ice Age: The Meltdown) – film animowany z 2006 roku w reżyserii Carlosa Saldanhy.
Jest to sequel filmu Epoka lodowcowa. Na podstawie Epoki lodowcowej 2 powstała gra komputerowa o tym samym tytule, trzecia część filmu Epoka lodowcowa powstała w roku 2009, nazywa się Epoka lodowcowa 3: Era dinozaurów, a czwarta w 2012 roku, nazywa się Epoka lodowcowa 4: Wędrówka kontynentów, a piąta część w 2016 roku, nazywa się Epoka lodowcowa 5: Mocne uderzenie. Premiera filmu w polskich kinach odbyła się 31 marca 2006 z dystrybucją CinePix. Film emitowany obecnie na kanałach: Polsat i Polsat Film, dawniej wyemitowany na Canal+.

## Fabuła
Epoka lodowcowa ma się ku końcowi. Zwierzęta cieszą się nowymi rozrywkami, takimi jak park wodny. Pewien pancernik, szybki Tosiek, przewiduje, że topnienie lodu doprowadzi do zalania doliny. Sid, Maniek i Diego wspinają się na lodową zaporę i widzą, że pancernik mówi prawdę. Zwierzęta im nie wierzą, jednak przekonuje je pewien złośliwy sęp. Zwierzęta ruszają w drogę, by znaleźć łódź, która je uratuje.
Po drodze Maniek spotyka mamucicę Elę, która twierdzi, że jest oposem i jej dwóch braci, którzy naprawdę są oposami. Wspólnie ruszają za innymi zwierzętami, a za nimi podąża Wiewiór. Wkrótce zwierzęta odkrywają, że topnienie powoduje pojawienie się niebezpiecznych wodnych stworzeń, jak piranie czy ogromne gady morskie z mezozoiku. Cała grupa szczęśliwie odnajduje łódź, lecz dochodzi do kłótni, jak do niej dojść. W jej wyniku rozdzielają się: Maniek, Diego i Sid idą na wprost, przez pole gejzerów, natomiast Ela, Zdzichu i Edek decydują się je obejść. Ci pierwsi szczęśliwie dochodzą do łodzi, ale Ela zostaje uwięziona w jaskini.
Oposy przeciskają się szczeliną w zawalonej płycie jaskini i idą po pomoc. Natrafiają na Mańka, Sida i Diego. Ci bez wahania zawracają, by uratować Elę. W trakcie akcji rozpoczyna się potop i Eli zagraża podnoszący się poziom wody. Sprytnie kierując dwa olbrzymie potwory wodne, Maniek usuwa płytę więżącą Elę w jaskini, jednocześnie zabijając potwory. Wiewiór kończy odwilż, próbując ukryć swojego ukochanego żołędzia. Nieoczekiwanie zza ściany lodu wychodzi wielkie stado mamutów, skracając obawy Mańka na temat gatunku mamutów. Ela początkowo chce iść z nimi, jednak Maniek zdobywa się na odwagę i wyznaje jej miłość.

### Wiewiór
Wiewiór za pomocą żołędzia niechcący doprowadza do odwilży. Przez resztę filmu widzimy jak Wiewiór, ratując żołędzia, walczy z piraniami czy kondorami. Wreszcie dopada łup i za jego pomocą doprowadza do końca odwilży. Sam niemal tonie, jednak ratuje go Sid. Wiewiór jednak nie jest zadowolony, gdyż zemdlony miał wizję żołędziowego nieba.

## Zwierzęta występujące w filmie
- Mamut włochaty
- Smilodon
- Megalonyx
- Opos
- Cronopio
- Makrauchenia
- Moeritherium
- Teratornis
- Mulak
- Gastornis
- Platybelodon
- Mrówkojad
- Kondor
- Niezidentyfikowany orzeł
- Wół piżmowy
- Pancernik
- Baptornis
- Chalicotherium
- Embolotherium
- Dodo
- Glyptodon
- Małe leniwce
- Castoroides
- Pirania

### Prehistoryczne gady morskie
- Metriorynch (albo Cymbospondylus)
- Niezidentyfikowany pliozaur

## Wersja oryginalna
- Ray Romano – Manfred, lub Maniek (oryg. „Manny”)
- John Leguizamo – Sid
- Denis Leary – Diego
- Chris Wedge – Wiewiór (oryg. „Scrat”)
- Seann William Scott – Zdzichu (oryg. „Crash”)
- Josh Peck – Edek (oryg. „Eddie”)
- Queen Latifah – Ela (oryg. „Ellie”)
- Jay Leno – Szybki Tosiek (oryg. „Fast Tony”)
- Renée Taylor – Pani Tapir

i inni

## Wersja polska
Opracowanie i udźwiękowienie wersji polskiej: Studio Sonica

Nagrania: Mafilm Audio Budapeszt

Reżyseria: Agnieszka Matysiak

Casting: Olga Sawicka

Dialogi polskie: Barbara Robaczewska

Dźwięk i montaż: Tamás Márkus, Jacek Osławski

Teksty piosenek: Marek Robaczewski

Kierownictwo muzyczne: Agnieszka Tomicka

Kierownictwo produkcji: Aleksandra Dobrowolska

W wersji polskiej udział wzięli:
- Wojciech Malajkat – Manfred
- Cezary Pazura – Sid
- Piotr Fronczewski – Diego
- Tomasz Steciuk – Szybki Tosiek
- Karina Szafrańska – Ela
- Jacek Kawalec – Zdzichu
- Krzysztof Szczerbiński – Edek
- Anna Apostolakis
- Katarzyna Godlewska
- Jarosław Boberek – jeden z sępów
- Ryszard Olesiński – dziadek jeż
- Zbigniew Suszyński – mrówkojad
- Roman Szafrański
- Dariusz Odija – jeden z sępów
- Agnieszka Matysiak
- Jan Kulczycki

i inni